# James A. Robinson

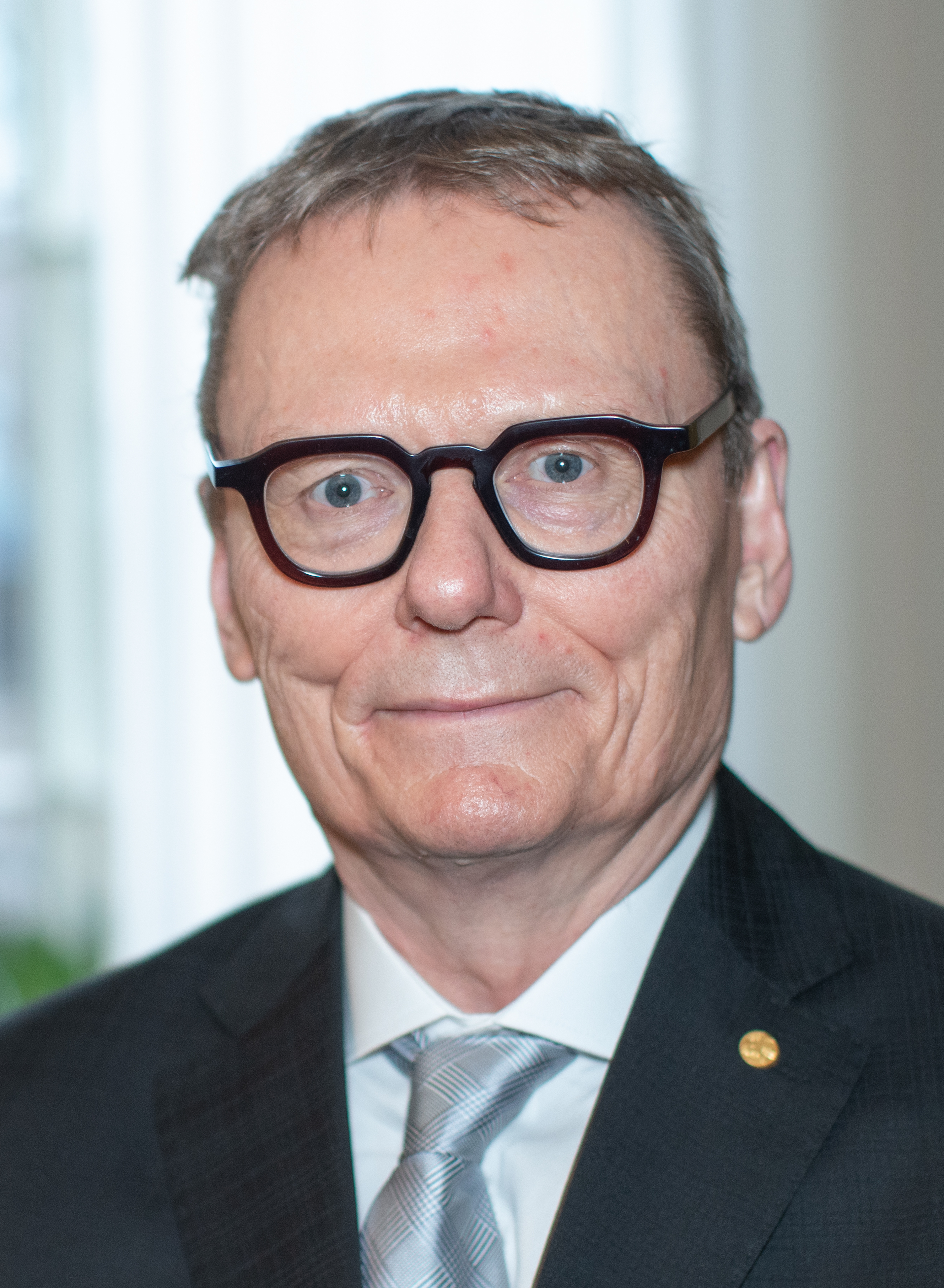
James A. Robinson, 2024

James Alan Robinson (* 27. Februar 1960) ist ein britisch-amerikanischer Politikwissenschaftler und Ökonom an der University of Chicago. 2024 erhielt er gemeinsam mit Daron Acemoğlu und Simon Johnson den Alfred-Nobel-Gedächtnispreis für Wirtschaftswissenschaften „für Studien darüber, wie Institutionen gebildet werden und den Wohlstand beeinflussen“.

## Leben
Von 1979 bis 1982 studierte Robinson Wirtschaftswissenschaften an der London School of Economics und schloss mit einem Bachelor of Science ab. Dort traf er seinen langjährigen Co-Autor Daron Acemoğlu. Von 1985 bis 1986 absolvierte er an der University of Warwick einen Master of Arts. Seinen Ph.D. erhielt er 1993 von der Yale University. Seine Dissertation mit dem Titel The Dynamic Enforcement of Implicit Labor Contracts under Asymmetric Information wurde betreut von Truman Bewley.
Von 1992 bis 1995 arbeitete er als Lecturer an der University of Melbourne, ab September 1995 war er Assistant Professor für Wirtschaftswissenschaften an der University of Southern California. Im Juli 1999 wechselte er als Assistant Professor für Politikwissenschaften an die University of California, Berkeley, im Juli 2001 wurde er zum Associate Professor befördert. Von Juli 2004 bis Juni 2009 war er Professor of Government an der Harvard University, anschließend wurde er zum ordentlichen Professor berufen. Sein Lehrstuhl in Harvard trug bis 2014 den Namen von David Florence und bis 2015 den Namen von Wilbur A. Cowett. Im Juli 2015 wurde er zum Universitätsprofessor an der Harris School of Public Policy Studies der University of Chicago berufen.
Robinson wurde im Jahr 2012 in die American Academy of Arts and Sciences aufgenommen. Seit bereits 2022 zählte der Medienkonzern Clarivate ihn aufgrund der Zahl der Zitationen zu den Favoriten auf einen Nobelpreis (Clarivate Citation Laureates).
2022 nahm er die US-amerikanische Staatsbürgerschaft an.

## Arbeit
Robinson forscht zur politischen und wirtschaftlichen Entwicklung und den Beziehungen zwischen politischer Macht, Institutionen und Wohlstand. Er nutzt dafür sowohl sozialwissenschaftliche Fallstudien, qualitative Forschung und Feldarbeit, als auch die mathematischen und quantitativen Methoden der Ökonomie. Sein zusammen mit Daron Acemoğlu und Simon Johnson veröffentlichter Artikel The colonial origins of comparative development (AER, 2001) untersucht die Ursachen für Unterschiede in den Pro-Kopf-Einkommen verschiedener Länder. Der von denselben Autoren im Jahr 2002 veröffentlichte Artikel Reversal of Fortune: Geography and Institutions in the Making of the Modern World Income Distribution vertritt die Ansicht, dass schlechte institutionelle Rahmenbedingungen den Hauptgrund für die Unterschiede im Grad der wirtschaftlichen Entwicklung zwischen verschiedenen ehemaligen Kolonien darstellen. Robinson hat ein besonderes Interesse an Lateinamerika und Afrika und forschte unter anderem in Botswana, Chile, der Demokratischen Republik Kongo, Haiti, den Philippinen, Sierra Leone Südafrika und Kolumbien.
Gemeinsam mit Daron Acemoğlu veröffentlichte er drei Bücher: Economic Origins of Dictatorship and Democracy (2006) analysiert die Entstehung und Stabilität von Demokratie und Diktatur. Warum Nationen scheitern (Originaltitel: Why Nations Fail, 2012) untersuchen die Autoren Ursachen für den wirtschaftlichen und politischen Erfolg oder Misserfolg von Staaten. Das Buch Gleichgewicht der Macht (Originaltitel: The Narrow Corridor, 2019) befasst sich mit der fundamentalen Frage: „Wie viel Staat muss sein?“ Anhand von historischen und zeitgenössischen Beispielen begründen sie, dass Wohlstand, Sicherheit und Freiheit von dem richtigen Rahmen abhängig sei, in dem der Kampf um Macht zwischen Staat und Gesellschaft ausgetragen wird. Laut der Rezension von Frank Decker in der FAZ setzten Freiheit und Demokratie einen starken Staat und eine starke Gesellschaft voraus. Für Christoph Dorner in der SZ lieferten sie eine „Großerzählung“ zum Thema Gewaltenkontrolle.

## Bücher

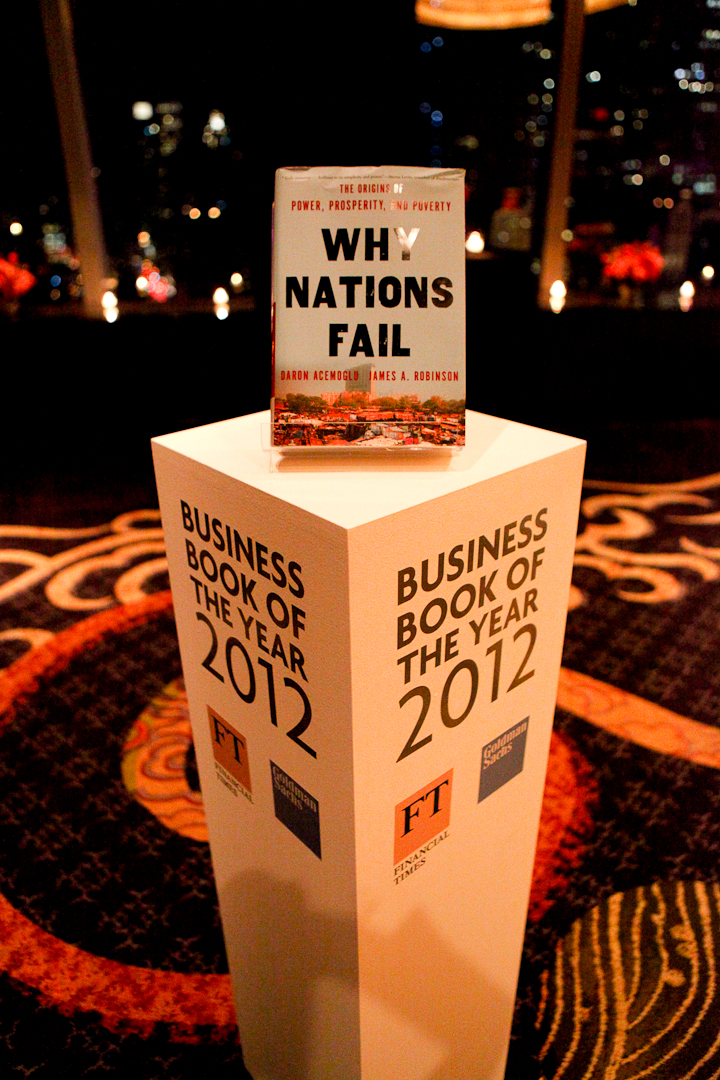
Why Nations Fail bei der Verleihung eines Buchpreises

- mit Daron Acemoğlu: The Narrow Corridor: States, Societies, and the Fate of Liberty. Penguin Press, New York 2019, ISBN 978-0-7352-2438-4.
  - Gleichgewicht der Macht: Der ewige Kampf zwischen Staat und Gesellschaft. S. Fischer Verlag, Frankfurt am Main 2019, ISBN 978-3-10-397336-5.
- mit Emmanuel Akyeampong, Robert H. Bates, Nathan Nunn (Hrsg.): Africa's Development in Historical Perspective. Cambridge University Press, New York 2014, ISBN 978-1-107-69120-9.
- mit Daron Acemoglu: Why Nations Fail: The Origins of Power, Prosperity, and Poverty. Crown Business, 2012, ISBN 0-307-71921-9.
  - Warum Nationen scheitern: Die Ursprünge von Macht, Wohlstand und Armut (übersetzt von Bernd Rullkötter). S. Fischer Verlag, Frankfurt am Main 2013, ISBN 3-10-000546-5.
- mit Alice H. Amsden, Alisa DiCaprio (Hrsg.): The Role of Elites in Economic Development. Oxford University Press, New York 2012, ISBN 978-0-19-965903-6.
- mit Jared Diamond (Hrsg.): Natural Experiments of History. Harvard University Press, Cambridge MA 2010. ISBN 978-0-674-03557-7.
- mit Klaus Wiegandt (Hrsg.): Die Ursprünge der modernen Welt: Geschichte im wissenschaftlichen Vergleich. Fischer Taschenbuch Verlag, Frankfurt 2008, ISBN 978-3-596-17934-3.
- mit Miguel Urrutia (Hrsg.): Economía Colombiana del Siglo XX: Un Análisis Cuantitativo. Fondo de Cultura Económica, Bogotá und México D.F. 2007, ISBN 978-958-38-0139-6.
- mit Daron Acemoğlu: Economic Origins of Dictatorship and Democracy. Cambridge University Press, Cambridge UK 2006, ISBN 0-521-67142-6.